# Ligustersværmer
Sphinx ligustri, kendt som ligustersværmeren, er en natsværmerart, der typisk ses i den palæarktiske zone - ofte i byarealer og skove. Hannen kan lave en hvæsende lyd, hvis den forstyrres, ved at gnide nogle skæl og pigge på enden af sin maveregion sammen.

## Gallery
- ♀ Dorsal side. MHNT
- ♀ △ Ventral side. MHNT
- ♂Dorsal side. MHNT
- ♂△ Ventral side. MHNT

- Larve
- Puppedannelse
- Puppe

## Fodnoter
1. ↑  Ligustersværmer rødlistevurdering bios.au.dk hentet 18. mars 2022
2. ↑  "CATE Creating a Taxonomic eScience - Sphingidae". Cate-sphingidae.org. Arkiveret fra originalen 26. november 2012. Hentet 2011-11-01.

- Pittaway, Tony, Sphingidae of the Western Palaearctic, hentet 2009-08-02
- http://ukmoths.org.uk/show.php?id=401 - UKMoths
- http://australianmuseum.net.au/Privet-Hawk-Moth - Australian Museum